# ریچارد اوون
ریچارد اوون (به انگلیسی: Richard Owen) (زاده ۲۰ ژوئیه ۱۸۰۴ –مرگ ۱۸ دسامبر ۱۸۹۲) زیست‌شناس انگلیسی، کالبدشناس تطبیقی و دیرین‌شناس بود.
او به عنوان مبدع واژه دایناسور (به معنی خزنده ترسناک)، و همچنین نزاع‌های مشهورش با نظریه تکامل و انتخاب طبیعی چارلز داروین مشهور است. با فراگیر شدن نظریه داروین در مجامع علمی، اوون جایگاه خود را عوض کرده، و ضمن رد دکترین داروین، پایه‌های نظریه را قبول کرد.
ریچارد اوون نیروی اصلی پشت تأسیس موزه تاریخ طبیعی لندن در سال ۱۸۸۱ بود. به گفته بیل برایسون، «با بازکردن در موزه تاریخ طبیعی به عنوان نهادی برای همه، اوون انتظار ما را از موزه‌ها تغییر داد.»
اوون در لنکستر واقع در شمال انگلستان تربیت شده بود و به دریافت درجهٔ دکترای پزشکی نایل آمده بود. او مادرزادی کالبدشناس بود و به قدری به مطالعات خود علاقه داشت که گاهی به‌طور غیرقانونی، اندام‌هایی چون دست و پا و دیگر قسمت‌ها را از جسدها جدا می‌کرد و برای تشریح در ساعات فراغت به خانه می‌برد.